# Nicklas Lidström
Temple de la renommée : 2015
Temple de la renommée de l'IIHF : 2014
Temple de la renommée du hockey suédois : 2014
Nicklas Erik Lidström (né le 28 avril 1970 à Västerås en Suède) est un joueur professionnel suédois de hockey sur glace. Il évoluait au poste de défenseur.
Il annonce sa retraite le 31 mai 2012 après 20 années passées avec les Red Wings de Détroit de la Ligue nationale de hockey ce qui fait de lui le joueur ayant joué le plus de matchs pour une seule équipe de cette ligue.

## Carrière en club
Lidström commence sa carrière avec le VIK Västerås HK de l'Elitserien où il joue jusqu'en 1991. Choisi en 53e position lors du repêchage d'entrée dans la LNH 1989 par les Red Wings de Détroit, il signe un contrat avec ces derniers en 1991. Il joue la totalité de ses 20 saisons dans la LNH avec les Red Wings et remporte la Coupe Stanley à quatre reprises en 1997, en 1998, en 2002 et en 2008.
En 2005-2006, il effectue sa meilleure saison avec 80 points marqués. Il devient capitaine de l'équipe en 2006 après la retraite de Steve Yzerman. Il participe à sept Matchs des étoiles et est nommé au sein de la première équipe d'étoiles à six reprises. Lidström remporte le trophée James-Norris sept fois en 2001, 2002, 2003, 2006, 2007, 2008 et 2011 et le trophée Conn-Smythe en 2002.
Il devient le premier défenseur européen à atteindre les 1 000 points marqués dans la LNH lors de sa victoire 5-2 contre la formation des Kings de Los Angeles le 15 octobre 2009.
Le 6 mars 2014, les Red Wings retirent son numéro 5.

## Carrière internationale
Il dispute quatre tournois olympiques en 1998, 2002, 2006 et 2010 et 3 championnats du monde en 1991, 1994 et 2004 avec la Suède. Il remporte le championnat du monde en 1991 puis, lors des Jeux olympiques d'hiver de 2006 à Turin, il obtient avec la sélection suédoise la médaille d'or où il marque le but décisif en finale contre la Finlande. Il devient alors le 17e joueur de l'histoire à remporter les trois titres majeurs du hockey : titre olympique, championnat du monde et Coupe Stanley et devient ainsi membre du Club Triple Or.
Il joue 88 matchs internationaux avec l'équipe de Suède du 8 novembre 1990 à Stuttgart contre la Tchécoslovaquie dans le cadre de la Deutschland Cup aux Jeux olympiques de 2010.

## Style de jeu
- Si vous ne connaissez pas le sujet, laissez ce bandeau (vous pouvez alors contacter les auteurs).
- Si vous supprimez le contenu mis en cause (vous pouvez préalablement contacter les auteurs),

argumentez précisément cette suppression dans la page de discussion
(un manque de référence n'est pas un argument ; une recherche réelle de référence doit avoir été effectuée, être formellement documentée).
Lidström base son jeu défensif sur le contrôle de la rondelle et le jeu simple. Il affiche un calme constant dans sa zone et est connu pour ses relances propres et rapides, ne perdant que très rarement le palet. Il préfère le placement d'interception à la rudesse et son efficacité à couvrir la cage est d'autant plus impressionnante qu'il n'est pas forcément associé à un défenseur physique. Par conséquent, il prend peu de pénalités et parvient même à éviter les blessures.
En phase d'attaque, Lidström est connu pour poser le jeu en position de quart-arrière ou à gauche, et affiche un excellent ratio de tirs cadrés sur les reprises depuis la ligne bleue. Très régulier dans sa carrière et premier défenseur de l'équipe (en 2010-2011, il joue environ 24 minutes par match), notamment en supériorité numérique, il est l'un des meilleurs pointeurs de la ligue parmi les défenseurs, et a dépassé la barre des 50 points en saison régulière presque chaque année depuis ses débuts en LNH.

## Statistiques

### Statistiques en club
| Saison     | Équipe               | Ligue      |      | Saison régulière | Saison régulière | Saison régulière | Saison régulière | Saison régulière |    | Séries éliminatoires | Séries éliminatoires | Séries éliminatoires | Séries éliminatoires | Séries éliminatoires |
| Saison     | Équipe               | Ligue      | PJ   | B                | A                | Pts              | Pun              | PJ               | B  | A                    | Pts                  | Pun                  |                      |                      |
| 1988-1989  | VIK Västerås HK      | Elitserien | 19   | 0                | 2                | 2                | 4                | -                | -  | -                    | -                    | -                    |                      |                      |
| 1989-1990  | VIK Västerås HK      | Elitserien | 39   | 8                | 8                | 16               | 14               | 2                | 0  | 1                    | 1                    | 2                    |                      |                      |
| 1990-1991  | VIK Västerås HK      | Elitserien | 38   | 4                | 19               | 23               | 2                | -                | -  | -                    | -                    | -                    |                      |                      |
| 1991-1992  | Red Wings de Détroit | LNH        | 80   | 11               | 49               | 60               | 22               | 11               | 1  | 2                    | 3                    | 0                    |                      |                      |
| 1992-1993  | Red Wings de Détroit | LNH        | 84   | 7                | 34               | 41               | 28               | 7                | 1  | 0                    | 1                    | 0                    |                      |                      |
| 1993-1994  | Red Wings de Détroit | LNH        | 84   | 10               | 46               | 56               | 26               | 7                | 3  | 2                    | 5                    | 0                    |                      |                      |
| 1994-1995  | VIK Västerås HK      | Elitserien | 13   | 2                | 10               | 12               | 4                | -                | -  | -                    | -                    | -                    |                      |                      |
| 1994-1995  | Red Wings de Détroit | LNH        | 43   | 10               | 16               | 26               | 6                | 18               | 4  | 12                   | 16                   | 8                    |                      |                      |
| 1995-1996  | Red Wings de Détroit | LNH        | 81   | 17               | 50               | 67               | 20               | 19               | 5  | 9                    | 14                   | 10                   |                      |                      |
| 1996-1997  | Red Wings de Détroit | LNH        | 79   | 15               | 42               | 57               | 30               | 20               | 2  | 6                    | 8                    | 2                    |                      |                      |
| 1997-1998  | Red Wings de Détroit | LNH        | 80   | 17               | 42               | 59               | 18               | 22               | 6  | 13                   | 19                   | 8                    |                      |                      |
| 1998-1999  | Red Wings de Détroit | LNH        | 81   | 14               | 43               | 57               | 14               | 10               | 2  | 9                    | 11                   | 4                    |                      |                      |
| 1999-2000  | Red Wings de Détroit | LNH        | 81   | 20               | 53               | 73               | 18               | 9                | 2  | 4                    | 6                    | 4                    |                      |                      |
| 2000-2001  | Red Wings de Détroit | LNH        | 82   | 15               | 56               | 71               | 18               | 6                | 1  | 7                    | 8                    | 0                    |                      |                      |
| 2001-2002  | Red Wings de Détroit | LNH        | 78   | 9                | 50               | 59               | 20               | 23               | 5  | 11                   | 16                   | 2                    |                      |                      |
| 2002-2003  | Red Wings de Détroit | LNH        | 82   | 18               | 44               | 62               | 38               | 4                | 0  | 2                    | 2                    | 0                    |                      |                      |
| 2003-2004  | Red Wings de Détroit | LNH        | 81   | 10               | 28               | 38               | 18               | 12               | 2  | 5                    | 7                    | 4                    |                      |                      |
| 2005-2006  | Red Wings de Détroit | LNH        | 80   | 16               | 64               | 80               | 50               | 6                | 1  | 1                    | 2                    | 2                    |                      |                      |
| 2006-2007  | Red Wings de Détroit | LNH        | 80   | 13               | 49               | 62               | 46               | 18               | 4  | 14                   | 18                   | 6                    |                      |                      |
| 2007-2008  | Red Wings de Détroit | LNH        | 76   | 10               | 60               | 70               | 40               | 22               | 3  | 10                   | 13                   | 14                   |                      |                      |
| 2008-2009  | Red Wings de Détroit | LNH        | 78   | 16               | 43               | 59               | 30               | 21               | 4  | 12                   | 16                   | 6                    |                      |                      |
| 2009-2010  | Red Wings de Détroit | LNH        | 82   | 9                | 40               | 49               | 24               | 12               | 4  | 6                    | 10                   | 2                    |                      |                      |
| 2010-2011  | Red Wings de Détroit | LNH        | 82   | 16               | 46               | 62               | 20               | 11               | 4  | 4                    | 8                    | 4                    |                      |                      |
| 2011-2012  | Red Wings de Détroit | LNH        | 70   | 11               | 23               | 34               | 28               | 5                | 0  | 0                    | 0                    | 0                    |                      |                      |
| Totaux LNH | Totaux LNH           | Totaux LNH | 1564 | 264              | 878              | 1142             | 514              | 263              | 54 | 129                  | 183                  | 76                   |                      |                      |

### Statistiques en équipe nationale
| Année | Compétition                 |    | PJ | B | A | Pts | Pun                        |  | Résultat |
| 1988  | Championnat d'Europe junior | 6  | 1  | 0 | 1 | 0   | 4e place                   |  |          |
| 1990  | Championnat du monde junior | 7  | 3  | 3 | 6 | 2   | 5e place                   |  |          |
| 1991  | Championnat du monde        | 10 | 3  | 3 | 6 | 4   | Médaille d'or              |  |          |
| 1991  | Coupe Canada                | 6  | 1  | 1 | 2 | 4   | Défaite en demi-finale     |  |          |
| 1994  | Championnat du monde        | 4  | 1  | 0 | 1 | 2   | Médaille de bronze         |  |          |
| 1996  | Coupe du monde              | 4  | 2  | 1 | 3 | 0   | Défaite en demi-finale     |  |          |
| 1998  | Jeux olympiques             | 4  | 1  | 1 | 2 | 2   | 5e place                   |  |          |
| 2002  | Jeux olympiques             | 4  | 1  | 5 | 6 | 0   | 5e place                   |  |          |
| 2004  | Championnat du monde        | 2  | 0  | 1 | 1 | 0   | Médaille d'argent          |  |          |
| 2004  | Coupe du monde              | 4  | 1  | 0 | 1 | 2   | Défaite en quart de finale |  |          |
| 2006  | Jeux olympiques             | 8  | 2  | 4 | 6 | 2   | Médaille d'or              |  |          |
| 2010  | Jeux olympiques             | 4  | 0  | 0 | 0 | 2   | 5e place                   |  |          |

## Record
- Premier capitaine européen de la LNH à remporter la Coupe Stanley – en 2008[1]

## Trophées et honneurs personnels
- 1990-1991 : champion du monde avec l'équipe de Suède.
- 1991-1992 : nommé dans l'équipe d'étoiles des recrues de la LNH.
- 1995-1996 : participe au 46e Match des étoiles.
- 1996-1997 : champion de la Coupe Stanley avec les Red Wings de Détroit.
- 1997-1998 : 
  - participe au 48e Match des étoiles.
  - champion de la Coupe Stanley avec les Red Wings de Détroit.
  - nommé dans la première équipe d'étoiles de la LNH.
- 1998-1999 : 
  - participe au 49e Match des étoiles.
  - nommé dans la première équipe d'étoiles de la LNH.
- 1999-2000 : 
  - participe au 50e Match des étoiles.
  - nommé dans la première équipe d'étoiles de la LNH.
  - remporte le Trophée viking du meilleur joueur suédois de la LNH.
- 2000-2001 : 
  - participe au 51e Match des étoiles.
  - remporte le trophée James-Norris du meilleur défenseur de la LNH.
  - nommé dans la première équipe d'étoiles de la LNH.
- 2001-2002 : 
  - participe au 52e Match des étoiles.
  - champion de la Coupe Stanley avec les Red Wings de Détroit.
  - remporte le trophée Conn-Smythe du meilleur joueur des séries éliminatoires de la Coupe Stanley.
  - remporte le trophée James-Norris.
  - nommé dans la première équipe d'étoiles de la LNH.
- 2002-2003 : 
  - participe au 53e Match des étoiles.
  - remporte le trophée James-Norris.
  - nommé dans la première équipe d'étoiles de la LNH.
- 2003-2004 : participe au 54e Match des étoiles.
- 2005-2006 :
  - champion olympique avec l'équipe de Suède.
  - nommé dans l'équipe-type de hockey sur glace masculin du tournoi olympique.
  - intègre le Club Triple Or.
  - remporte le trophée James-Norris.
  - nommé dans la première équipe d'étoiles de la LNH.
  - remporte le Trophée viking.
- 2006-2007 : 
  - participe au 55e Match des étoiles.
  - remporte le trophée James-Norris.
  - nommé dans la première équipe d'étoiles de la LNH.
- 2007-2008 : 
  - participe au 56e Match des étoiles.
  - champion de la Coupe Stanley avec les Red Wings de Détroit.
  - remporte le trophée James-Norris.
  - nommé dans la première équipe d'étoiles de la LNH.
- 2008-2009 : 
  - sélectionné au 57e Match des étoiles mais ne prend pas part au match (blessure).
  - nommé dans la deuxième équipe d'étoiles de la LNH.
- 2009-2010 : nommé dans la deuxième équipe d'étoiles de la LNH.
- 2010-2011 : 
  - participe au 58e Match des étoiles.
  - remporte le trophée James-Norris.
  - nommé dans la première équipe d'étoiles de la LNH.
- 2014 :
  - numéro 5 retiré par les Red Wings de Détroit.
  - intronisé au Temple de la renommée de l'IIHF.
  - intronisé au Temple de la renommée du hockey suédois
- 2015 : intronisé au Temple de la renommée du hockey.
- 2017 : nommé parmi les 100 plus grands joueurs de la LNH à l'occasion du centenaire de la ligue[3]